# Omorgus alternans
Omorgus alternans je druh brouka z čeledi Trogidae. Vyskytuje se v Austrálii.